# 弗洛里安 (明尼蘇達州)
弗洛里安（英語：Florian）是位於美國明尼蘇達州馬歇爾縣賴特鎮區的一個非建制地區。

## 地理
弗洛里安所處的海拔為高於海平面292米（即958英呎），而該地所採用的時區為UTC-6，即北美中部時區（CST）。同時該地設有夏令時間，為UTC-6調快一小時，即UTC-5（CDT）。